# Bornheim
Bornheim er en by i Tyskland i delstaten Nordrhein-Westfalen med cirka 48.000 indbyggere. Den ligger i kreisen Rhein-Sieg-Kreis, cirka 10 km nordvest for Bonn og 20 km syd for Köln.